# بیکرزفیلد شرقی (کالیفرنیا)
بیکرزفیلد شرقی (به انگلیسی: East Bakersfield) یک منطقهٔ مسکونی در ایالات متحده آمریکا است که در شهرستان کرن، کالیفرنیا واقع شده‌است. بیکرزفیلد شرقی ۱۵۱ متر بالاتر از سطح دریا واقع شده‌است.